# Jason Cooper
Jason Toop Cooper (Londres, 31 de janeiro de 1967) é o atual baterista da banda britânica The Cure.
Juntou-se em 1995 ao The Cure para substituir Boris Williams após responder a um anúncio da NME. Entrou para o Rock and Roll Hall of Fame como membro do grupo em 2019.